# Rivière Natastan
Rivière Natastan är ett vattendrag i Kanada.   Det ligger i provinsen Québec, i den östra delen av landet, 700 km norr om huvudstaden Ottawa.
I omgivningarna runt Rivière Natastan växer i huvudsak barrskog. Trakten runt Rivière Natastan är nära nog obefolkad, med mindre än två invånare per kvadratkilometer.